# Helium Network
A Helium Network egy decentralizált vezeték nélküli dolgok internete (IoT) hálózat, amely a LoRaWAN rendszert használja, és a kriptovaluta Helium Network Tokenhez (szimbóluma HNT ) kapcsolódik. A hálózat csomópontjait általában magánszemélyek birtokolják és helyezik el otthonukban vagy irodájukban, és a hálózatban való részvételükért jutalmat kapnak HNT tokenekben. A hálózat célja, hogy kapcsolatot biztosítson az IoT-érzékelő eszközökhöz olyan területeken, ahol a vezeték nélküli vagy mobil lefedettség minimális, vagy túl sok energiát igényel.

## Története
A Helium hálózatot a Helium Inc. 2013-ban indította el LoRa átjáró hotspotok hálózataként, amelyeket az épülettulajdonosokkal kötött megállapodások értelmében az épületeket lefedően telepítettek, és általában hagyományos pénznemben fizettek érte. 2017-ben a cég likvid pénzeszközei fogyóban voltak, ezért stratégiát váltott: magánszemélyeknek kínált kriptovalutában történő fizetést, hogy otthonukban vagy irodájukban egyéni tulajdonú csomópontokat üzemeltethessenek. Ezeket az egyedi tulajdonban lévő csomópontokat egyenként legfeljebb 500 USD áron vásárolhatják meg, és a tulajdonosoknak fizetett összeg az adathasználat függvényében változik, és előfordulhat, hogy minimális 0,10 USD havonta. A hálózat működtetésében a hotspot üzemeltetők is szavazhatnak. 2022-ben a Helium Inc.-et átnevezték Nova Labs Inc.-re, és 200 millió dollárt gyűjtött millió a Tiger Global Management és Andreessen Horowitz által vezetett finanszírozási körben.
2022. júliusi jelentések felfedték, hogy a Helium évek óta hamisan állította azt, hogy Lime és a Salesforce a két fő ügyfele, miközben a két vállalat hivatalosan is cáfolta a Heliummal való kapcsolat, és nem is használják a hálózatot.
2023 áprilisában a Helium Network átállt a Solana blokkláncra, amivel a skálázhatóság és a megbízhatóság javítását tűzték ki célul. Az átállás nem érintette a Proof-of-Coverage és az adatátviteli aktivitásokat.

## Fordítás
Ez a szócikk részben vagy egészben  a   Helium Network című angol Wikipédia-szócikk ezen változatának fordításán alapul.  Az eredeti cikk szerkesztőit annak laptörténete sorolja fel. Ez a jelzés csupán a megfogalmazás eredetét és a szerzői jogokat jelzi, nem szolgál a cikkben szereplő információk forrásmegjelöléseként.